# Gilvan Samico
Gilvan José Meira Lins Samico  ou Gilvan Samico, né le 15 juin 1928 et mort le 25 novembre 2013 à Recife, est un graveur, dessinateur, artiste peintre et professeur brésilien. Il est considéré par de nombreux critiques comme le plus grand représentant de la gravure sur bois brésilienne.

## Biographie
Gilvan Samico nait à Recife en 1928. Il commence à peindre en autodidacte, influencé par l'expressionnisme d'artistes tels qu'Oswaldo Goeldi et Lívio Abramo, mais il est aujourd'hui connu pour ses gravures sur bois méticuleuses, inspirées par le thème et le style de la gravure populaire du nord-est du Brésil.
En 1948, il commence à fréquenter la Société d'art moderne de Recife. En 1952, il fonde, avec d'autres artistes, l'Atelier collectif de la Société, idéalisé par Abelardo da Hora.
En 1957, il étudie la gravure sur bois avec Lívio Abramo au Musée d'Art moderne de São Paulo et l'année suivante, la gravure avec Oswaldo Goeldi à l' Escola de Belas Artes.
En 1965, il s'installe à Olinda. En 1968, il reçoit le prix du voyage à l'étranger au 17e Salon national d'art moderne du MAM-RJ et séjourne deux ans en Europe.
En 1971, invité par Ariano Suassuna, il rejoint le Mouvement Armorial, axé sur la culture populaire.
Les quarante années de gravure de l'artiste sont célébrées en 1997 avec une exposition au centre culturel Banco do Brasil à Rio de Janeiro.
Il participe à deux reprises à la Biennale de Venise et est récompensé par la 31e Biennale de Venise. Il est récompensé trois fois par le Museu de Arte Moderna de Rio de Janeiro.
Certaines de ses œuvres font partie de la collection du Museum of Modern Art de New York,.
Il a enseigné la gravure sur bois à l'université fédérale de Paraíba.
Loin des grands centres urbains, il passe ses dernières décennies dans une maison du XVIIe siècle de la ville historique d'Olinda (PE).
Le 25 novembre 2013, Gilvan Samico décède à l'âge de 85 ans.

## Caractéristiques et technique
Gilvan Samicoune est représentatif du mouvement armorial (movimento armorial), qui cherche à créer un art brésilien construit à partir du patrimoine de la culture populaire et des thèmes archaïques de la colonisation européenne. Son art est peuplé de personnages bibliques, d'animaux fantastiques, de scènes mythiques issues de légendes et de récits indigènes, dont l'expression archétypale renvoie à une œuvre universelle. Il est fortement ancré dans la culture populaire du nord-est brésilien exprimée dans le roman populaire et la Littérature de cordel, art réalisé dans de petits livres écrits en vers et illustrés par des gravures sur bois représentatif d'une grande tradition régionale.
Dans le livre Samico, l'auteur Weydson Barros Leal raconte que pour améliorer sa technique, Gilvan Samico a également développé des gadgets et des outils innovants comme la gouge, un instrument qui ne permet pas au grain du bois de rouler et de dessiner à l'encre, tandis que la surface de la plaque est coupée.

## Publication
En 2011, Bem-Te-Vi Literary Productions édite le livre Samico, avec un texte de la critique des arts plastiques Weydson Barros Leal, une présentation d'Ariano Suassuna et la reproduction de 64 gravures, une œuvre inédite, créée spécialement pour le livre, ainsi que des peintures dont la plupart n’ont jamais été exposées auparavant. Le livre reçoit le prix Jabuti du meilleur livre d'art de l'année en 2012.

## Expositions
Gilvan Samico a réalisé plus d'une centaine d'œuvres d'art et environ 300 expositions individuelles et collectives au Brésil et ailleurs.
En 2015, ses œuvres sont exposées à la Biennale des arts Mercosur et à la Biennale internationale de Curitiba. En 2016, lors de la 32e biennale de São Paulo, 51 œuvres de l'artiste sont exposées, dont certaines constituent le programme itinérant de l'événement dans les villes de Campinas et São José do Rio Preto (SP), Garanhuns (PE) et Bogota (Colombie). En 2017, l'exposition Samico entre les mondes - Des rumeurs de guerre en temps de paix expose ses œuvres à New York (États-Unis).